# 安藤勇雅
安藤 勇雅（あんどう ゆうが、1996年〈平成8年〉3月9日 - ）は、日本の俳優。宮崎県出身、サーブプロモーション所属。

## 来歴・人物
2014年  「LINE PLAY」のCMに起用される。
2017年　TBS日曜劇場「陸王」に出演。
2020年　2018年に放送された日本テレビ系列のドラマ「今日から俺は!！」に引き続き、「今日から俺は!!劇場版」に出演。
2023年　舞台「ブルーロック」に出演。
同年2月、「俺フィク（俺たちはフィクションです）」としてのグループ活動を開始。YouTubeやInstagramを中心に動画を投稿している。
同年12月には、自身が主演を務めた映画「Good Luck My Road」が池袋シネマ・ロサにて上映された。また2024年4月5日 - 4月11日には、本作のロケ地である奈良県のユナイテッド・シネマ橿原での上映が決定した。
身長181cm、特技は長距離走、サッカー、ベース。実用英語技能検定3級、日本漢字能力検定準2級、ニュース時事能力検定3級を取得している。好きな食べ物はどらやき。

## 出演

### 映画
- Good Luck My Road（2023年12月16日公開、プロダクションガレージ）[11][13][12]-清水蒼真役（主演）
- 今日から俺は!!劇場版（2020年7月17日公開、東宝）[5]-安藤陽介役
- HIGH＆LOW THE WORST（2019年10月4日公開）

### TV
- 刑事7人（2019年9月4日、テレビ朝日）
- 今日から俺は!!（2018年10月14日-12月16日、日本テレビ）-安藤陽介役
- 陸王（2017年10月15日-12月24日、TBS）-端井役
- マジで航海してます。（2017年7月5日-8月2日、TBS）
- リバース（2017年4月14日-6月16日、TBS）
- 北斗 ある殺人者の回心（2017年3月25日-4月22日、WOWOW）
- 真田丸（2016年1月10日-12月18日、NHK）
- 世にも不思議なランキングなんで？なんで？なんで？（2015年8月、TBS）
- 美女と男子（2015年8月、NHK）
- まれ（2015年3月30日-9月26日、NHK）
- 軍司官兵衛（2014年1月5日-12月21日、NHK）
- 内村とザワつく夜（2014年8月、TBS）
- 警視庁捜査一課9係シーズン9（2014年8月、テレビ朝日）

### 舞台
- Record〜記憶の記録〜（2023年9月29日-10月1日、新宿STUDIO ZAP！）
- 舞台「ブルーロック」（2023年5月4日-5月7日、サンケイホールブリーゼ/2023年5月11日-5月14日、サンシャイン劇場）[6][7][8]
- 舞台「幽☆遊☆白書-其の弐-」（2020年12月4日-12月15日、品川プリンスホテル ステラボール/2020年12月18日-12月20日、COOL JAPAN PARK OSAKA WWホール/2020年12月23日-12月30日、京都劇場）[16]
- 舞台「幽☆遊☆白書」（2019年8月28日-9月2日、シアター1010/2019年9月4日-9月8日、森ノ宮ピロティホール/2019年9月10日-9月13日、ももちパレス/2019年9月20日-9月22日）[17]
- 気まずいっ! 〜心が痛くなるスケッチ集〜（2019年6月15日-6月23日、築地ブディストホール）
- Ironic process theory〜それを永遠と呼ぶ〜（2016年4月21日-2016年4月26日、ブディストホール）
- 期間限定恋愛（2016年2月）
- 喫茶店公演「ひと息、つきなよ」（2015年7月、配信）
- 月明かりに照らされて（2015年4月1日-4月5日、上野ストアハウス）
- LA.LA.LA（2024年7月17日-7月21日、コフレリオ 新宿シアター）[18]

### MV・VP等
- SAKANAMON「猫の尻尾」（2023年11月30日公開）[19]
- 厚生労働省啓発ドラマ「ギャンブル依存症家族のやりがちな対応」（2022年3月4日公開）[20]
- BREAK THROUGH「My My パンプディング」（2021年7月28日公開）
- ディアーズブレイン（2016年5月公開）

### 短編映画
- 剥がして、憧憬日（2023年11月4日公開）
- 由々しき事態と些細な幸福（2022年6月17日公開）
- 駆け抜けた閃光（2020年10月1日公開）

### CM
- LINE PLAY（2014年）

### モデル
- moon drop：グッズモデル（2022年）
- サウナボーイ&ナンバーミーTOKYO &Nah：コラボレーションアイテムモデル（2022年）